# Massilia dura
Massilia dura es una bacteria gramnegativa del género Massilia. Fue descrita en el año 2006. Su etimología hace referencia a dura. Es aerobia y móvil por uno o más flagelos. Tiene un tamaño de 0,7-0,8 μm de ancho por 2-2,5 μm de largo. Forma colonias circulares, convexas, opacas, duras, compactas y de color entre blanco y amarillo. Temperatura de crecimiento entre 10-45 °C, óptima de 28-30 °C. Catalasa y oxidasa positivas. Tiene un contenido de G+C de 65,9%. Se ha aislado de suelos contaminados con metales pesados en Nankín, China.

## Referencias

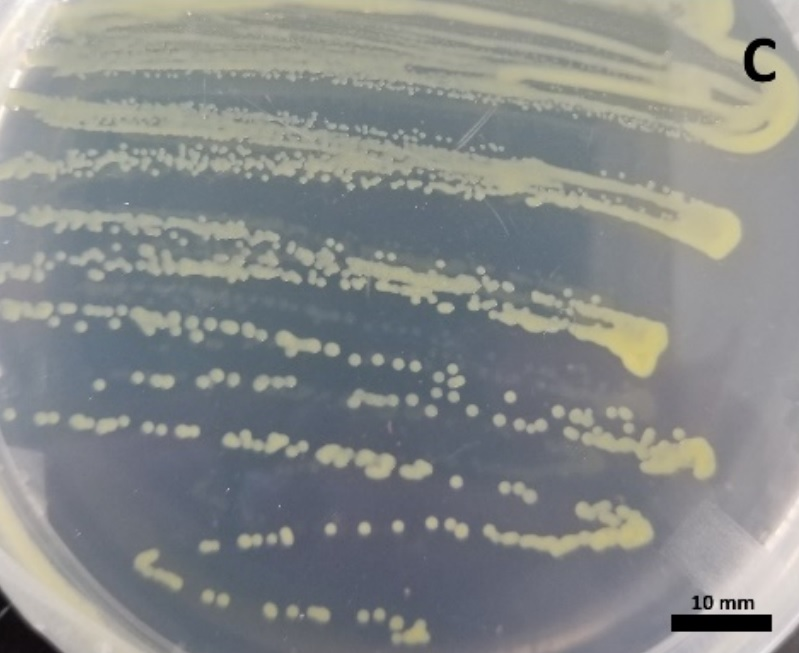
Massilia dura en agar R2A.